# Fundació Johan Cruyff
La Fundació Johan Cruyff és una institució benèfica creada a Barcelona el 1995 per Johan Cruyff per donar suport a projectes esportius dirigits a nens amb discapacitat, amb la idea del paper essencial que l'esport té en el seu desenvolupament i millora de la qualitat de vida. També dona suport a joves de tot el món que viuen en zones de més risc d'exclusió social i compten amb menys recursos.
La Fundació dona suport econòmic i orientació, i fa d'intermediària amb altres institucions socials. Organitza diferents esdeveniments per a recaptar fons. Entre els projectes que desenvolupa destaquen els Cruyff Courts, petits camps de futbol públics amb gespa artificial de 42 x 28 metres, situats en barris desafavorits dels Països Baixos i de Catalunya, l'escola de bàsquet amb cadira de rodes i l'escola d'hoquei amb cadira electrònica per a nens amb discapacitat física.

## Les 14 regles
A partir del projecte dels 'Cruyff Courts', que es va iniciar el 2004, Cruyff considerava d'obligat compliment en les activitats afavorides per la seva Fundació 14 regles: esperit d'equip, responsabilitat, respecte, integració, iniciativa, dirigir-se, personalitat, participació social, tècnica, tàctica, desenvolupament, aprendre, jugar junts i creativitat.

## Pati 14
El març de 2016 va signar un conveni de col·laboració amb la Fundació del Barça i l'Obra Social de La Caixa anomenat 'Pati 14', per la rehabilitació de deu patis de diferents escoles de Catalunya mitjançant la millora de les instal·lacions amb pintures i la donació d'un paquet esportiu. El primer pati triat per la rehabilitació fou el de l'escola CEIP Seat de la Zona Franca de Barcelona.